# Parancistrota
Parancistrota é um gênero de mariposa pertencente à família Bombycidae.